# 2011-es női vízilabda-világbajnokság
A 2011-es női vízilabda-világbajnokság a tizedik volt a női világbajnokságok történetében. A tornát az úszó-világbajnoksággal egyidőben Sanghajban, Kínában rendezték 2011. július 17. és július 29. között. A címvédő az amerikai válogatott volt. A tornát a görög válogatott nyerte, története során először. A magyar válogatott a 9. helyen végzett.

## Lebonyolítás
A tornán 16 ország válogatottja vett részt. A csapatokat 4 darab 4 csapatból álló csoportokba sorsolták. A csoportmérkőzések után a negyedik helyezettek a 13–16. helyért játszhattak. Az első helyezettek közvetlenül az negyeddöntőbe kerültek. A második és harmadik helyezettek egy újabb mérkőzést játszottak a negyeddöntőbe jutásért. A negyeddöntőtől egyenes kieséses rendszerben folytatódtak a küzdelmek.

## Sorsolás
A csoportok sorsolását 2011. április 15-én tartották.
Csoportbeosztás
| A csoport                                                | B csoport                                     | C csoport                                            | D csoport                                           |
| -------------------------------------------------------- | --------------------------------------------- | ---------------------------------------------------- | --------------------------------------------------- |
| Hollandia · Egyesült Államok · Kazahsztán · Magyarország | Ausztrália · Kanada · Új-Zéland · Üzbegisztán | Oroszország · Görögország · Spanyolország · Brazília | Olaszország · Kína · Kuba · Dél-afrikai Köztársaság |

## Csoportkör
Az időpontok helyi idő szerint (UTC+8 óra, Magyarországhoz viszonyítva +6 óra) értendőek.
| Színmagyarázat                                                                                      |
| --------------------------------------------------------------------------------------------------- |
| A csoportok első helyezettje bejutott a negyeddöntőbe.                                              |
| A csoportok második és harmadik helyezettjei még egy mérkőzést játszottak a negyeddöntőbe jutásért. |
| A csoportok negyedik helyezettjei a 13–16. helyért játszhattak.                                     |

### A csoport
| Csapat           | M | Gy | D | V | G+ | G– | Gk  | P |
| ---------------- | - | -- | - | - | -- | -- | --- | - |
| Egyesült Államok | 3 | 2  | 1 | 0 | 37 | 18 | +19 | 5 |
| Hollandia        | 3 | 1  | 2 | 0 | 29 | 19 | +10 | 4 |
| Magyarország     | 3 | 1  | 1 | 1 | 37 | 31 | +6  | 3 |
| Kazahsztán       | 3 | 0  | 0 | 3 | 13 | 48 | −35 | 0 |

| 2011. július 17. 09:30 | Hollandia            | 7–7         | Egyesült Államok | Sanghaj Nézőszám: 700 Játékvezetők: Caputi (ITA), Margeta (SLO) |
| 2011. július 17. 09:30 | (1–1, 2–2, 3–2, 1–2) |             |                  | Sanghaj Nézőszám: 700 Játékvezetők: Caputi (ITA), Margeta (SLO) |
| 2011. július 17. 09:30 | Vermeer 3            | Jegyzőkönyv | Wenger 3         | Sanghaj Nézőszám: 700 Játékvezetők: Caputi (ITA), Margeta (SLO) |

| 2011. július 17. 10:50 | Kazahsztán             | 6–21        | Magyarország | Sanghaj Nézőszám: 700 Játékvezetők: Ni (CHN), Tulga (TUR) |
| 2011. július 17. 10:50 | (3–5, 0–6, 3–6, 0–4)   |             |              | Sanghaj Nézőszám: 700 Játékvezetők: Ni (CHN), Tulga (TUR) |
| 2011. július 17. 10:50 | Vasziljeva, Gricenko 2 | Jegyzőkönyv | Keszthelyi 5 | Sanghaj Nézőszám: 700 Játékvezetők: Ni (CHN), Tulga (TUR) |

| 2011. július 19. 18:20 | Magyarország         | 7–16        | Egyesült Államok | Sanghaj Nézőszám: 650 Játékvezetők: Bock (GER), Naumov (RUS) |
| 2011. július 19. 18:20 | (2–3, 2–4, 3–5, 0–4) |             |                  | Sanghaj Nézőszám: 650 Játékvezetők: Bock (GER), Naumov (RUS) |
| 2011. július 19. 18:20 | Szűcs 3              | Jegyzőkönyv | Mathewson 3      | Sanghaj Nézőszám: 650 Játékvezetők: Bock (GER), Naumov (RUS) |

| 2011. július 19. 19:40 | Hollandia            | 13–3        | Kazahsztán | Sanghaj Nézőszám: 500 Játékvezetők: Cabral (BRA), Wengenroth (SUO) |
| 2011. július 19. 19:40 | (4–1, 3–1, 3–0, 3–1) |             |            | Sanghaj Nézőszám: 500 Játékvezetők: Cabral (BRA), Wengenroth (SUO) |
| 2011. július 19. 19:40 | Vermeer 4            | Jegyzőkönyv | Gricenko 2 | Sanghaj Nézőszám: 500 Játékvezetők: Cabral (BRA), Wengenroth (SUO) |

| 2011. július 21. 13:30 | Hollandia            | 9–9         | Magyarország | Sanghaj Nézőszám: 300 Játékvezetők: Caputi (ITA), Williams (NZL) |
| 2011. július 21. 13:30 | (3–1, 0–0, 3–3, 3–5) |             |              | Sanghaj Nézőszám: 300 Játékvezetők: Caputi (ITA), Williams (NZL) |
| 2011. július 21. 13:30 | Cabout, van Belkum 4 | Jegyzőkönyv | Bujka 3      | Sanghaj Nézőszám: 300 Játékvezetők: Caputi (ITA), Williams (NZL) |

| 2011. július 21. 17:00 | Kazahsztán           | 4–14        | Egyesült Államok | Sanghaj Nézőszám: 600 Játékvezetők: Ciric (SRB), Menendez (CUB) |
| 2011. július 21. 17:00 | (3–4, 0–4, 0–4, 1–2) |             |                  | Sanghaj Nézőszám: 600 Játékvezetők: Ciric (SRB), Menendez (CUB) |
| 2011. július 21. 17:00 | Csebotova 2          | Jegyzőkönyv | Dries, Craig 3   | Sanghaj Nézőszám: 600 Játékvezetők: Ciric (SRB), Menendez (CUB) |

### B csoport
| Csapat      | M | Gy | D | V | G+ | G– | Gk  | P |
| ----------- | - | -- | - | - | -- | -- | --- | - |
| Kanada      | 3 | 3  | 0 | 0 | 43 | 17 | +26 | 6 |
| Ausztrália  | 3 | 2  | 0 | 1 | 46 | 16 | +30 | 4 |
| Új-Zéland   | 3 | 1  | 0 | 2 | 27 | 29 | −2  | 2 |
| Üzbegisztán | 3 | 0  | 0 | 3 | 14 | 68 | −54 | 0 |

| 2011. július 17. 12:10 | Ausztrália           | 7–10        | Kanada       | Sanghaj Nézőszám: 500 Játékvezetők: Stavridis (GRE), Bock (GER) |
| 2011. július 17. 12:10 | (0–2, 2–3, 2–3, 3–2) |             |              | Sanghaj Nézőszám: 500 Játékvezetők: Stavridis (GRE), Bock (GER) |
| 2011. július 17. 12:10 | Webster 2            | Jegyzőkönyv | öt játékos 2 | Sanghaj Nézőszám: 500 Játékvezetők: Stavridis (GRE), Bock (GER) |

| 2011. július 17. 13:30 | Új-Zéland            | 19–6        | Üzbegisztán | Sanghaj Nézőszám: 450 Játékvezetők: Pinker (RSA), Borrell (ESP) |
| 2011. július 17. 13:30 | (4–2, 5–1, 6–1, 4–2) |             |             | Sanghaj Nézőszám: 450 Játékvezetők: Pinker (RSA), Borrell (ESP) |
| 2011. július 17. 13:30 | Hudson 6             | Jegyzőkönyv | Halikova 3  | Sanghaj Nézőszám: 450 Játékvezetők: Pinker (RSA), Borrell (ESP) |

| 2011. július 19. 09:30 | Üzbegisztán          | 6–22        | Kanada   | Sanghaj Nézőszám: 450 Játékvezetők: Menendez (CUB), Makita (JPN) |
| 2011. július 19. 09:30 | (2–6, 1–6, 1–7, 2–3) |             |          | Sanghaj Nézőszám: 450 Játékvezetők: Menendez (CUB), Makita (JPN) |
| 2011. július 19. 09:30 | Sarancha 2           | Jegyzőkönyv | Alogbo 5 | Sanghaj Nézőszám: 450 Játékvezetők: Menendez (CUB), Makita (JPN) |

| 2011. július 19. 10:50 | Ausztrália           | 12–4        | Új-Zéland | Sanghaj Nézőszám: 450 Játékvezetők: Ni (CHN), Pinker (RSA) |
| 2011. július 19. 10:50 | (3–0, 2–0, 4–2, 3–2) |             |           | Sanghaj Nézőszám: 450 Játékvezetők: Ni (CHN), Pinker (RSA) |
| 2011. július 19. 10:50 | Ralph 3              | Jegyzőkönyv | Mason 2   | Sanghaj Nézőszám: 450 Játékvezetők: Ni (CHN), Pinker (RSA) |

| 2011. július 21. 18:20 | Ausztrália           | 27–2        | Üzbegisztán          | Sanghaj Nézőszám: 400 Játékvezetők: Wengenroth (SUI), Gonzalez (PUR) |
| 2011. július 21. 18:20 | (3–1, 9–0, 6–1, 9–0) |             |                      | Sanghaj Nézőszám: 400 Játékvezetők: Wengenroth (SUI), Gonzalez (PUR) |
| 2011. július 21. 18:20 | három játékos 4      | Jegyzőkönyv | Sarancha, Plyusova 1 | Sanghaj Nézőszám: 400 Játékvezetők: Wengenroth (SUI), Gonzalez (PUR) |

| 2011. július 21. 19:40 | Új-Zéland            | 4–11        | Kanada   | Sanghaj Nézőszám: 500 Játékvezetők: Naumov (RUS), Alexandrescu (ROU) |
| 2011. július 21. 19:40 | (2–3, 1–4, 1–2, 0–2) |             |          | Sanghaj Nézőszám: 500 Játékvezetők: Naumov (RUS), Alexandrescu (ROU) |
| 2011. július 21. 19:40 | négy játékos 1       | Jegyzőkönyv | Csikos 4 | Sanghaj Nézőszám: 500 Játékvezetők: Naumov (RUS), Alexandrescu (ROU) |

### C csoport
| Csapat        | M | Gy | D | V | G+ | G– | Gk  | P |
| ------------- | - | -- | - | - | -- | -- | --- | - |
| Görögország   | 3 | 3  | 0 | 0 | 27 | 22 | +5  | 6 |
| Oroszország   | 3 | 2  | 0 | 1 | 38 | 18 | +20 | 4 |
| Spanyolország | 3 | 1  | 0 | 2 | 29 | 32 | –3  | 2 |
| Brazília      | 3 | 0  | 0 | 3 | 16 | 38 | –22 | 0 |

| 2011. július 17. 15:00 | Brazília             | 4–15        | Oroszország | Sanghaj Nézőszám: 600 Játékvezetők: Flahive (AUS), Koryzna (POL) |
| 2011. július 17. 15:00 | (1–6, 1–2, 2–2, 0–5) |             |             | Sanghaj Nézőszám: 600 Játékvezetők: Flahive (AUS), Koryzna (POL) |
| 2011. július 17. 15:00 | négy játékos 1       | Jegyzőkönyv | Beljajeva 4 | Sanghaj Nézőszám: 600 Játékvezetők: Flahive (AUS), Koryzna (POL) |

| 2011. július 17. 16:20 | Görögország          | 10–9        | Spanyolország | Sanghaj Nézőszám: 450 Játékvezetők: Gideon Remnet (NED), Mark Koganov (AZE) |
| 2011. július 17. 16:20 | (2–3, 3–1, 3–2, 2–3) |             |               | Sanghaj Nézőszám: 450 Játékvezetők: Gideon Remnet (NED), Mark Koganov (AZE) |
| 2011. július 17. 16:20 | Gerolymou 3          | Jegyzőkönyv | Sorli 3       | Sanghaj Nézőszám: 450 Játékvezetők: Gideon Remnet (NED), Mark Koganov (AZE) |

| 2011. július 19. 12:10 | Spanyolország        | 8–18        | Oroszország  | Sanghaj Nézőszám: 250 Játékvezetők: Flahive (AUS), Deslieres (CAN) |
| 2011. július 19. 12:10 | (1–4, 3–4, 3–6, 1–4) |             |              | Sanghaj Nézőszám: 250 Játékvezetők: Flahive (AUS), Deslieres (CAN) |
| 2011. július 19. 12:10 | három játékos 2      | Jegyzőkönyv | Prokofjeva 5 | Sanghaj Nézőszám: 250 Játékvezetők: Flahive (AUS), Deslieres (CAN) |

| 2011. július 19. 13:30 | Brazília             | 8–11        | Görögország    | Sanghaj Nézőszám: 200 Játékvezetők: Juhász (HUN), Rotsart (USA) |
| 2011. július 19. 13:30 | (2–3, 3–2, 1–3, 2–3) |             |                | Sanghaj Nézőszám: 200 Játékvezetők: Juhász (HUN), Rotsart (USA) |
| 2011. július 19. 13:30 | nyolc játékos 1      | Jegyzőkönyv | négy játékos 2 | Sanghaj Nézőszám: 200 Játékvezetők: Juhász (HUN), Rotsart (USA) |

| 2011. július 21. 09:30 | Brazília             | 4–12        | Spanyolország | Sanghaj Nézőszám: 450 Játékvezetők: Rustamova (UZB), Margeta Boris (SLO) |
| 2011. július 21. 09:30 | (0–3, 2–4, 0–3, 2–2) |             |               | Sanghaj Nézőszám: 450 Játékvezetők: Rustamova (UZB), Margeta Boris (SLO) |
| 2011. július 21. 09:30 | Carvalho 2           | Jegyzőkönyv | Gil Sorli 5   | Sanghaj Nézőszám: 450 Játékvezetők: Rustamova (UZB), Margeta Boris (SLO) |

| 2011. július 21. 10:50 | Görögország           | 6–5         | Oroszország  | Sanghaj Nézőszám: 350 Játékvezetők: Borrell (ESP), Juhász (HUN) |
| 2011. július 21. 10:50 | (2–2, 1–1, 1–1, 2–1)  |             |              | Sanghaj Nézőszám: 350 Játékvezetők: Borrell (ESP), Juhász (HUN) |
| 2011. július 21. 10:50 | Roumpesi, Antonakou 2 | Jegyzőkönyv | Szoboljeva 2 | Sanghaj Nézőszám: 350 Játékvezetők: Borrell (ESP), Juhász (HUN) |

### D csoport
| Csapat                  | M | Gy | D | V | G+ | G– | Gk  | P |
| ----------------------- | - | -- | - | - | -- | -- | --- | - |
| Olaszország             | 3 | 3  | 0 | 0 | 40 | 15 | +25 | 6 |
| Kína                    | 3 | 2  | 0 | 1 | 50 | 21 | +29 | 4 |
| Kuba                    | 3 | 0  | 1 | 2 | 19 | 40 | −21 | 1 |
| Dél-afrikai Köztársaság | 3 | 0  | 1 | 2 | 16 | 49 | −33 | 1 |

| 2011. július 17. 17:40 | Olaszország          | 12–4        | Kuba                   | Sanghaj Nézőszám: 300 Játékvezetők: Juhász (HUN), Wengenroth (SUI) |
| 2011. július 17. 17:40 | (4–1, 2–1, 3–0, 3–2) |             |                        | Sanghaj Nézőszám: 300 Játékvezetők: Juhász (HUN), Wengenroth (SUI) |
| 2011. július 17. 17:40 | három játékos 3      | Jegyzőkönyv | Hernandez, Gutierrez 2 | Sanghaj Nézőszám: 300 Játékvezetők: Juhász (HUN), Wengenroth (SUI) |

| 2011. július 17. 19:00 | Dél-afrikai Köztársaság | 5–22        | Kína | Sanghaj Nézőszám: 450 Játékvezetők: Deslieres (CAN), Makita (JPN) |
| 2011. július 17. 19:00 | (1–5, 0–6, 2–5, 2–6)    |             |      | Sanghaj Nézőszám: 450 Játékvezetők: Deslieres (CAN), Makita (JPN) |
| 2011. július 17. 19:00 | White, Young 2          | Jegyzőkönyv | Ma 6 | Sanghaj Nézőszám: 450 Játékvezetők: Deslieres (CAN), Makita (JPN) |

| 2011. július 19. 17:00 | Olaszország          | 18–2        | Dél-afrikai Köztársaság | Sanghaj Nézőszám: 400 Játékvezetők: Peris (CRO), Rustamova (UZB) |
| 2011. július 19. 17:00 | (4–2, 5–0, 5–0, 4–0) |             |                         | Sanghaj Nézőszám: 400 Játékvezetők: Peris (CRO), Rustamova (UZB) |
| 2011. július 19. 17:00 | Casanova 4           | Jegyzőkönyv | Schooling, Harris 1     | Sanghaj Nézőszám: 400 Játékvezetők: Peris (CRO), Rustamova (UZB) |

| 2011. július 19. 21:00 | Kína                 | 19–6        | Kuba                                  | Sanghaj Nézőszám: 700 Játékvezetők: Balfanbajev (KAZ), Gonzalez (PUR) |
| 2011. július 19. 21:00 | (6–2, 4–0, 5–2, 4–2) |             |                                       | Sanghaj Nézőszám: 700 Játékvezetők: Balfanbajev (KAZ), Gonzalez (PUR) |
| 2011. július 19. 21:00 | Wang Yi 4            | Jegyzőkönyv | Hernendez Consuegra, Gutierrez More 2 | Sanghaj Nézőszám: 700 Játékvezetők: Balfanbajev (KAZ), Gonzalez (PUR) |

| 2011. július 21. 12:10 | Dél-afrikai Köztársaság | 9–9         | Kuba                               | Sanghaj Nézőszám: 250 Játékvezetők: Reemnet (NED), Makita (JPN) |
| 2011. július 21. 12:10 | (3–3, 1–1, 1–1, 4–4)    |             |                                    | Sanghaj Nézőszám: 250 Játékvezetők: Reemnet (NED), Makita (JPN) |
| 2011. július 21. 12:10 | Harris 5                | Jegyzőkönyv | Bravo Curro, Hernandez Consuegra 3 | Sanghaj Nézőszám: 250 Játékvezetők: Reemnet (NED), Makita (JPN) |

| 2011. július 21. 21:00 | Olaszország          | 10–9        | Kína      | Sanghaj Játékvezetők: Koganov (AZE), Flahive (AUS) |
| 2011. július 21. 21:00 | (4–2, 2–1, 3–3, 1–3) |             |           | Sanghaj Játékvezetők: Koganov (AZE), Flahive (AUS) |
| 2011. július 21. 21:00 | Bianconi 3           | Jegyzőkönyv | Wang Yi 3 | Sanghaj Játékvezetők: Koganov (AZE), Flahive (AUS) |

## Rájátszás
|  | A nyolc közé jutásért | A nyolc közé jutásért | A nyolc közé jutásért |  |  | Negyeddöntők | Negyeddöntők     | Negyeddöntők |             |    | Elődöntők   | Elődöntők   | Elődöntők   |             |   | Döntő         | Döntő         | Döntő         |  |
|  |                       |                       |                       |  |  |              |                  |              |             |    |             |             |             |             |   |               |               |               |  |
|  |                       |                       |                       |  |  | A1           | Egyesült Államok | 7            |             |    |             |             |             |             |   |               |               |               |  |
|  | C2                    | Oroszország           | 26                    |  |  |              | Oroszország      | 9            |             |    |             |             |             |             |   |               |               |               |  |
|  | D3                    | Kuba                  | 4                     |  |  |              |                  |              |             |    | Oroszország | Oroszország | 12          |             |   |               |               |               |  |
|  |                       |                       |                       |  |  |              |                  | Kína         | Kína        | 13 |             |             |             |             |   |               |               |               |  |
|  |                       |                       |                       |  |  | B1           | Kanada           | 7            |             |    |             |             |             |             |   |               |               |               |  |
|  | C3                    | Spanyolország         | 6                     |  |  |              | Kína             | 9            |             |    |             |             |             |             |   |               |               |               |  |
|  | D2                    | Kína                  | 15                    |  |  |              |                  |              |             |    | Kína        | Kína        | 8           |             |   |               |               |               |  |
|  |                       |                       |                       |  |  |              |                  |              |             |    |             |             | Görögország | Görögország | 9 |               |               |               |  |
|  |                       |                       |                       |  |  | C1           | Görögország      | 12           |             |    |             |             |             |             |   |               |               |               |  |
|  | A2                    | Hollandia             | 14                    |  |  |              | Hollandia        | 10           |             |    |             |             |             |             |   |               |               |               |  |
|  | B3                    | Új-Zéland             | 6                     |  |  |              |                  |              |             |    | Görögország | Görögország | 14          |             |   | Bronzmérkőzés | Bronzmérkőzés | Bronzmérkőzés |  |
|  |                       |                       |                       |  |  |              |                  | Olaszország  | Olaszország | 11 |             |             |             |             |   |               |               |               |  |
|  |                       |                       |                       |  |  | D1           | Olaszország      | 14           |             |    |             |             |             |             |   | Oroszország   | Oroszország   | 8             |  |
|  | A3                    | Magyarország          | 9                     |  |  |              | Ausztrália       | 12           |             |    | Olaszország | Olaszország | 7           |             |   |               |               |               |  |
|  | B2                    | Ausztrália            | 10                    |  |  |              |                  |              |             |    |             |             |             |             |   |               |               |               |  |

### A 13–16. helyért
| 25. mérkőzés 2011. július 23. 09:30 | Kazahsztán           | 14–13       | Üzbegisztán | Sanghaj Nézőszám: 450 Játékvezetők: Gonzalez (PUR), Juhász (HUN) |
| 25. mérkőzés 2011. július 23. 09:30 | (4–2, 2–4, 4–2, 4–5) |             |             | Sanghaj Nézőszám: 450 Játékvezetők: Gonzalez (PUR), Juhász (HUN) |
| 25. mérkőzés 2011. július 23. 09:30 | Vasziljeva 4         | Jegyzőkönyv | Halikova 8  | Sanghaj Nézőszám: 450 Játékvezetők: Gonzalez (PUR), Juhász (HUN) |

| 26. mérkőzés 2011. július 23. 10:50 | Brazília             | 10–9        | Dél-afrikai Köztársaság | Sanghaj Nézőszám: 550 Játékvezetők: Alexandrescu (ROU), Wengenroth (SUI) |
| 26. mérkőzés 2011. július 23. 10:50 | (3–2, 3–1, 2–2, 2–4) |             |                         | Sanghaj Nézőszám: 550 Játékvezetők: Alexandrescu (ROU), Wengenroth (SUI) |
| 26. mérkőzés 2011. július 23. 10:50 | Canetti, Carvalho 2  | Jegyzőkönyv | Harris 4                | Sanghaj Nézőszám: 550 Játékvezetők: Alexandrescu (ROU), Wengenroth (SUI) |

### A negyeddöntőbe jutásért
| 27. mérkőzés 2011. július 23. 12:10 | Hollandia            | 14–6        | Új-Zéland          | Sanghaj Nézőszám: 350 Játékvezetők: Balfanbajev (KAZ), Cabral (BRA) |
| 27. mérkőzés 2011. július 23. 12:10 | (6–2, 2–0, 3–3, 3–1) |             |                    | Sanghaj Nézőszám: 350 Játékvezetők: Balfanbajev (KAZ), Cabral (BRA) |
| 27. mérkőzés 2011. július 23. 12:10 | Cabout, van Belkum 3 | Jegyzőkönyv | Mason, Shieprath 2 | Sanghaj Nézőszám: 350 Játékvezetők: Balfanbajev (KAZ), Cabral (BRA) |

| 28. mérkőzés 2011. július 23. 15:30 | Magyarország         | 9–10        | Ausztrália | Sanghaj Nézőszám: 900 Játékvezetők: Margeta (SLO), Borrell (ESP) |
| 28. mérkőzés 2011. július 23. 15:30 | (2–3, 2–2, 1–3, 4–2) |             |            | Sanghaj Nézőszám: 900 Játékvezetők: Margeta (SLO), Borrell (ESP) |
| 28. mérkőzés 2011. július 23. 15:30 | négy játékos 2       | Jegyzőkönyv | Webster 4  | Sanghaj Nézőszám: 900 Játékvezetők: Margeta (SLO), Borrell (ESP) |

| 29. mérkőzés 2011. július 23. 16:50 | Oroszország          | 26–4        | Kuba                  | Sanghaj Nézőszám: 750 Játékvezetők: Pinker (RSA), Makita (JPN) |
| 29. mérkőzés 2011. július 23. 16:50 | (5–1, 8–0, 6–1, 7–2) |             |                       | Sanghaj Nézőszám: 750 Játékvezetők: Pinker (RSA), Makita (JPN) |
| 29. mérkőzés 2011. július 23. 16:50 | Liszunova 5          | Jegyzőkönyv | Hernendez Consuegra 2 | Sanghaj Nézőszám: 750 Játékvezetők: Pinker (RSA), Makita (JPN) |

| 30. mérkőzés 2011. július 23. 21:00 | Spanyolország        | 6–15        | Kína          | Sanghaj Játékvezetők: Stavridis (GRE), Naumov (RUS) |
| 30. mérkőzés 2011. július 23. 21:00 | (2–7, 1–2, 2–3, 1–3) |             |               | Sanghaj Játékvezetők: Stavridis (GRE), Naumov (RUS) |
| 30. mérkőzés 2011. július 23. 21:00 | Gil Sorli 3          | Jegyzőkönyv | Ma Huanhuan 5 | Sanghaj Játékvezetők: Stavridis (GRE), Naumov (RUS) |

### A 9–12. helyért
| 33. mérkőzés 2011. július 25. 11:20 | Új-Zéland            | 10–11       | Kuba             | Sanghaj Nézőszám: 300 Játékvezetők: Ni (CHN), Pinker (RSA) |
| 33. mérkőzés 2011. július 25. 11:20 | (2–3, 4–3, 3–2, 1–3) |             |                  | Sanghaj Nézőszám: 300 Játékvezetők: Ni (CHN), Pinker (RSA) |
| 33. mérkőzés 2011. július 25. 11:20 | Bowry 3              | Jegyzőkönyv | Gutierrez More 5 | Sanghaj Nézőszám: 300 Játékvezetők: Ni (CHN), Pinker (RSA) |

| 34. mérkőzés 2011. július 25. 12:40 | Magyarország         | 17–13       | Spanyolország | Sanghaj Nézőszám: 450 Játékvezetők: Deslieres (CAN), Wengenroth (SUI) |
| 34. mérkőzés 2011. július 25. 12:40 | (5–3, 5–3, 4–3, 3–4) |             |               | Sanghaj Nézőszám: 450 Játékvezetők: Deslieres (CAN), Wengenroth (SUI) |
| 34. mérkőzés 2011. július 25. 12:40 | Bujka 5              | Jegyzőkönyv | Gil Sorli 5   | Sanghaj Nézőszám: 450 Játékvezetők: Deslieres (CAN), Wengenroth (SUI) |

### Negyeddöntők
| 35. mérkőzés 2011. július 25. 14:00 | Egyesült Államok     | 7–9         | Oroszország  | Sanghaj Nézőszám: 450 Játékvezetők: Tulga (TUR), Bock (GER) |
| 35. mérkőzés 2011. július 25. 14:00 | (2–0, 3–2, 1–5, 1–2) |             |              | Sanghaj Nézőszám: 450 Játékvezetők: Tulga (TUR), Bock (GER) |
| 35. mérkőzés 2011. július 25. 14:00 | Seidemann, Wenger 2  | Jegyzőkönyv | Prokofjeva 5 | Sanghaj Nézőszám: 450 Játékvezetők: Tulga (TUR), Bock (GER) |

| 37. mérkőzés 2011. július 25. 15:20 | Görögország          | 12–10       | Hollandia    | Sanghaj Nézőszám: 350 Játékvezetők: Brgulian (MNE), Balfanbajev (KAZ) |
| 37. mérkőzés 2011. július 25. 15:20 | (3–4, 5–1, 2–3, 2–2) |             |              | Sanghaj Nézőszám: 350 Játékvezetők: Brgulian (MNE), Balfanbajev (KAZ) |
| 37. mérkőzés 2011. július 25. 15:20 | Roumpesi 3           | Jegyzőkönyv | van Belkum 3 | Sanghaj Nézőszám: 350 Játékvezetők: Brgulian (MNE), Balfanbajev (KAZ) |

| 38. mérkőzés 2011. július 25. 16:40 | Olaszország               | 14–12 (h. u.) | Ausztrália     | Sanghaj Nézőszám: 550 Játékvezetők: Juhász (HUN), Borrell (ESP) |
| 38. mérkőzés 2011. július 25. 16:40 | (0–1, 4–0, 4–6, 0–1, 1–1) |               |                | Sanghaj Nézőszám: 550 Játékvezetők: Juhász (HUN), Borrell (ESP) |
| 38. mérkőzés 2011. július 25. 16:40 | Bianconi 4                | Jegyzőkönyv   | négy játékos 2 | Sanghaj Nézőszám: 550 Játékvezetők: Juhász (HUN), Borrell (ESP) |
| 38. mérkőzés 2011. július 25. 16:40 | Büntetőpárbaj:            |               |                | Sanghaj Nézőszám: 550 Játékvezetők: Juhász (HUN), Borrell (ESP) |
| 38. mérkőzés 2011. július 25. 16:40 | 5 – 3                     |               |                | Sanghaj Nézőszám: 550 Játékvezetők: Juhász (HUN), Borrell (ESP) |

| 36. mérkőzés 2011. július 25. 21:00 | Kanada               | 7–9         | Kína         | Sanghaj Nézőszám: 850 Játékvezetők: Stavridis (GRE), Caputi (ITA) |
| 36. mérkőzés 2011. július 25. 21:00 | (2–3, 2–2, 3–3, 0–1) |             |              | Sanghaj Nézőszám: 850 Játékvezetők: Stavridis (GRE), Caputi (ITA) |
| 36. mérkőzés 2011. július 25. 21:00 | Csikos 3             | Jegyzőkönyv | Sun Yating 3 | Sanghaj Nézőszám: 850 Játékvezetők: Stavridis (GRE), Caputi (ITA) |

### Az 5–8. helyért
| 41. mérkőzés 2011. július 27. 12:10 | Egyesült Államok     | 8–4         | Kanada   | Sanghaj Nézőszám: 250 Játékvezetők: Naumov (RUS), Menendez (CUB) |
| 41. mérkőzés 2011. július 27. 12:10 | (2–2, 2–0, 2–1, 2–1) |             |          | Sanghaj Nézőszám: 250 Játékvezetők: Naumov (RUS), Menendez (CUB) |
| 41. mérkőzés 2011. július 27. 12:10 | Petri 2              | Jegyzőkönyv | Csikos 2 | Sanghaj Nézőszám: 250 Játékvezetők: Naumov (RUS), Menendez (CUB) |

| 42. mérkőzés 2011. július 27. 15:30 | Hollandia            | 7–12        | Ausztrália | Sanghaj Nézőszám: 900 Játékvezetők: Juhász (HUN), Balfanbajev (KAZ) |
| 42. mérkőzés 2011. július 27. 15:30 | (1–4, 2–4, 3–3, 1–1) |             |            | Sanghaj Nézőszám: 900 Játékvezetők: Juhász (HUN), Balfanbajev (KAZ) |
| 42. mérkőzés 2011. július 27. 15:30 | van Belkum 3         | Jegyzőkönyv | Knox 4     | Sanghaj Nézőszám: 900 Játékvezetők: Juhász (HUN), Balfanbajev (KAZ) |

### Elődöntők
| 44. mérkőzés 2011. július 27. 16:50 | Görögország          | 14–11       | Olaszország                   | Sanghaj Nézőszám: 950 Játékvezetők: Tulga (TUR), Borrell (ESP) |
| 44. mérkőzés 2011. július 27. 16:50 | (3–2, 5–3, 3–3, 3–3) |             |                               | Sanghaj Nézőszám: 950 Játékvezetők: Tulga (TUR), Borrell (ESP) |
| 44. mérkőzés 2011. július 27. 16:50 | három játékos 3      | Jegyzőkönyv | Bianconi, Rambaldi Guidasci 3 | Sanghaj Nézőszám: 950 Játékvezetők: Tulga (TUR), Borrell (ESP) |

| 43. mérkőzés 2011. július 27. 21:00 | Oroszország           | 12–13       | Kína                | Sanghaj Nézőszám: 1400 Játékvezetők: Margeta (SLO), Flahive (AUS) |
| 43. mérkőzés 2011. július 27. 21:00 | (3–4 , 3–3, 3–2, 3–4) |             |                     | Sanghaj Nézőszám: 1400 Játékvezetők: Margeta (SLO), Flahive (AUS) |
| 43. mérkőzés 2011. július 27. 21:00 | Fedotova, Tankeeva 3  | Jegyzőkönyv | Sun Yating, Wang Yi | Sanghaj Nézőszám: 1400 Játékvezetők: Margeta (SLO), Flahive (AUS) |

### Helyosztók

#### A 15. helyért
| 31. mérkőzés 2011. július 25. 08:40 | Üzbegisztán          | 5–6         | Dél-afrikai Köztársaság | Sanghaj Nézőszám: 200 Játékvezetők: Gonzalez (PUR), Menendez (CUB) |
| 31. mérkőzés 2011. július 25. 08:40 | (0–1, 2–2, 2–1, 1–2) |             |                         | Sanghaj Nézőszám: 200 Játékvezetők: Gonzalez (PUR), Menendez (CUB) |
| 31. mérkőzés 2011. július 25. 08:40 | öt játékos 1         | Jegyzőkönyv | Kay, Harris 2           | Sanghaj Nézőszám: 200 Játékvezetők: Gonzalez (PUR), Menendez (CUB) |

#### A 13. helyért
| 32. mérkőzés 2011. július 25. 10:00 | Kazahsztán              | 9–5         | Brazília            | Sanghaj Nézőszám: 250 Játékvezetők: Flahive (AUS), Reemnet (NED) |
| 32. mérkőzés 2011. július 25. 10:00 | (2–1, 2–2, 2–0, 3–2)    |             |                     | Sanghaj Nézőszám: 250 Játékvezetők: Flahive (AUS), Reemnet (NED) |
| 32. mérkőzés 2011. július 25. 10:00 | Vasziljeva, Csebotova 3 | Jegyzőkönyv | Zablith, Coutinho 2 | Sanghaj Nézőszám: 250 Játékvezetők: Flahive (AUS), Reemnet (NED) |

#### A 11. helyért
| 39. mérkőzés 2011. július 27. 09:30 | Új-Zéland            | 7–15        | Spanyolország | Sanghaj Nézőszám: 250 Játékvezetők: Deslieres (CAN), Cabral (BRA) |
| 39. mérkőzés 2011. július 27. 09:30 | (2–3, 1–6, 2–4, 2–2) |             |               | Sanghaj Nézőszám: 250 Játékvezetők: Deslieres (CAN), Cabral (BRA) |
| 39. mérkőzés 2011. július 27. 09:30 | Mason, Sieprath 2    | Jegyzőkönyv | Gil Sorli 7   | Sanghaj Nézőszám: 250 Játékvezetők: Deslieres (CAN), Cabral (BRA) |

#### A 9. helyért
| 40. mérkőzés 2011. július 27. 10:50 | Kuba                                  | 7–12        | Magyarország | Sanghaj Nézőszám: 250 Játékvezetők: Wengenroth (SUI), Rotsart (USA) |
| 40. mérkőzés 2011. július 27. 10:50 | (2–4, 3–2, 0–5, 2–1)                  |             |              | Sanghaj Nézőszám: 250 Játékvezetők: Wengenroth (SUI), Rotsart (USA) |
| 40. mérkőzés 2011. július 27. 10:50 | Hernendez Consuegra, Gutierrez More 3 | Jegyzőkönyv | Czigány 3    | Sanghaj Nézőszám: 250 Játékvezetők: Wengenroth (SUI), Rotsart (USA) |

#### A 7. helyért
| 45. mérkőzés 2011. július 29. 09:30 | Kanada               | 7–8         | Hollandia       | Sanghaj Nézőszám: 200 Játékvezetők: Koryzna (POL), Pinker (RSA) |
| 45. mérkőzés 2011. július 29. 09:30 | (2–0, 1–3, 3–4, 1–1) |             |                 | Sanghaj Nézőszám: 200 Játékvezetők: Koryzna (POL), Pinker (RSA) |
| 45. mérkőzés 2011. július 29. 09:30 | Csikos 3             | Jegyzőkönyv | három játékos 2 | Sanghaj Nézőszám: 200 Játékvezetők: Koryzna (POL), Pinker (RSA) |

#### Az 5. helyért
| 46. mérkőzés 2011. július 29. 10:55 | Egyesült Államok     | 5–10        | Ausztrália | Sanghaj Nézőszám: 250 Játékvezetők: Deslieres (CAN), Peris (CRO) |
| 46. mérkőzés 2011. július 29. 10:55 | (2–1, 0–4, 2–4, 1–1) |             |            | Sanghaj Nézőszám: 250 Játékvezetők: Deslieres (CAN), Peris (CRO) |
| 46. mérkőzés 2011. július 29. 10:55 | Villa, Dries 2       | Jegyzőkönyv | Knox 4     | Sanghaj Nézőszám: 250 Játékvezetők: Deslieres (CAN), Peris (CRO) |

#### A 3. helyért
| 47. mérkőzés 2011. július 29. 16:00 | Oroszország          | 8–7         | Olaszország          | Sanghaj Nézőszám: 1000 Játékvezetők: Juhász (HUN), Rotsart (USA) |
| 47. mérkőzés 2011. július 29. 16:00 | (4–0, 2–1, 2–6, 0–0) |             |                      | Sanghaj Nézőszám: 1000 Játékvezetők: Juhász (HUN), Rotsart (USA) |
| 47. mérkőzés 2011. július 29. 16:00 | Belyaeva 3           | Jegyzőkönyv | Casanova, Bianconi 2 | Sanghaj Nézőszám: 1000 Játékvezetők: Juhász (HUN), Rotsart (USA) |

#### Döntő
| 48. mérkőzés 2011. július 29. 21:00 | Kína                 | 8–9         | Görögország         | Sanghaj Nézőszám: 600 Játékvezetők: Caputi (ITA), Brgulian (MNE) |
| 48. mérkőzés 2011. július 29. 21:00 | (2–2, 0–2, 4–4, 2–1) |             |                     | Sanghaj Nézőszám: 600 Játékvezetők: Caputi (ITA), Brgulian (MNE) |
| 48. mérkőzés 2011. július 29. 21:00 | Liu, Wang 2          | Jegyzőkönyv | Asimaki, Roumpesi 3 | Sanghaj Nézőszám: 600 Játékvezetők: Caputi (ITA), Brgulian (MNE) |

| A 2011-es női vízilabda-világbajnokság győztese |
| ----------------------------------------------- |
| · Görögország · 1. cím                          |

## Végeredmény
Magyarország és a hazai csapat eltérő háttérszínnel kiemelve.
| Helyezés  | Csapat                  | M | Gy | D | V | G+ | G– | Gk  | P  |
| --------- | ----------------------- | - | -- | - | - | -- | -- | --- | -- |
| Aranyérem | Görögország             | 6 | 6  | 0 | 0 | 62 | 51 | +11 | 12 |
| Ezüstérem | Kína                    | 7 | 5  | 0 | 2 | 95 | 55 | +40 | 10 |
| Bronzérem | Oroszország             | 7 | 5  | 0 | 2 | 93 | 49 | +44 | 10 |
| 4.        | Olaszország             | 6 | 3  | 1 | 2 | 72 | 49 | +23 | 7  |
|           |                         |   |    |   |   |    |    |     |    |
| 5.        | Ausztrália              | 7 | 5  | 1 | 1 | 90 | 51 | +39 | 11 |
| 6.        | Egyesült Államok        | 6 | 3  | 1 | 2 | 57 | 41 | +16 | 7  |
| 7.        | Hollandia               | 7 | 3  | 2 | 2 | 68 | 56 | +12 | 8  |
| 8.        | Kanada                  | 6 | 3  | 0 | 3 | 61 | 42 | +19 | 6  |
|           |                         |   |    |   |   |    |    |     |    |
| 9.        | Magyarország            | 6 | 3  | 1 | 2 | 75 | 61 | +14 | 7  |
| 10.       | Kuba                    | 6 | 1  | 1 | 4 | 41 | 88 | –47 | 3  |
| 11.       | Spanyolország           | 6 | 2  | 0 | 4 | 63 | 71 | –8  | 4  |
| 12.       | Új-Zéland               | 6 | 1  | 0 | 5 | 50 | 69 | –19 | 2  |
|           |                         |   |    |   |   |    |    |     |    |
| 13.       | Kazahsztán              | 5 | 2  | 0 | 3 | 36 | 66 | –30 | 4  |
| 14.       | Brazília                | 5 | 1  | 0 | 4 | 31 | 56 | –25 | 2  |
| 15.       | Dél-afrikai Köztársaság | 5 | 1  | 1 | 3 | 31 | 64 | –33 | 3  |
| 16.       | Üzbegisztán             | 5 | 0  | 0 | 5 | 32 | 88 | –56 | 0  |